# Napule 'e pulecenella
Napule 'e pulecenella è il primo album in studio del cantante italiano Mauro Nardi, pubblicato nel 1979 dalla Zeus.

## Tracce
1. Napule 'e pulecenella – 3:13 (V. Annona - A. Annona)
2. Si m'avissa lassa' – 2:42 (V. Paccone - V. Agrillo - G. Costagnola)
3. 'A stella d' 'e suonne – 3:28 (Moxedano - Visco)
4. Nustalgia – 3:01 (A. Langella - A. Visco)
5. Friccecarella – 3:06 (A. Langella - A. Visco)
6. Serenata all'antica – 3:20 (G. Palumbo - G. Marigliano - G. Ciaravolo)
7. Pascale 'o pazzo – 2:41 (G. Franzese - F. Baldi - U. Smith - F. Genta)
8. Capricciosa – 3:46 (V. Annona - U. Smith)
9. Nun e' succieso niente – 2:56 (Aperuta - Cerbone - Iglio)
10. 'O canzunciello a zompafuosso – 2:37 (A. Fiorini - A. Visco)
11. Sulo 'nu desiderio – 4:10 (G. Palumbo - A. Fusco - P. Avitabile)
12. Sotto 'o pacchero – 2:34 (A. Chiarazzo - F. Genta)